# Andrej Viktorovics Nazarov
Andrej Viktorovics Nazarov  (oroszul: Андрей Викторович Назаров ) (Cseljabinszk, Szovjetunió, 1974. május 22. –) orosz jégkorongozó, aki az NHL-ben szerepelt a San Jose Sharksban, a Tampa Bay Lightningban, Anaheim Mighty Ducksban, Boston Bruinsban, a Phoenix Coyotesban és a Minnesota Wildban.
A Dinamo Moszkva játékosaként draftolta a San Jose Sharks 1992-ben tizedik kiválasztottként. Ugyanebben az évben már orosz színekben bronzérmet nyert az ifi EB-n. Az 1993–1994-es szezonban érkezett Észak-Amerikába, ahol a Kansas City Blades csapatában szerepelt az IHL-ben. Az NHL szünetelése alatt ismét a Kansas Cityben szerepelt, majd amikor a bajnokság elindult, már szerephez jutott a San Jose-ban is.
1998-ban, egy gyenge félszezon utána a San Jose elcserélte a Tampa Bay Lightninggal. Itt nem tudott gyökeret verni és 1999 januárjában a Calgary Flameshez került. 1999-2000-ben 32 pontot szerzett, amely pályafutásának legeredményesebb szezonja volt. 2000-ben újra csapatot cserélt. Az Anaheimben 16 mérkőzésen szerepelhetett, majd a szezon hátralevő részét a Boston Bruinsban játszotta végig.
Két bostoni év után a  Phoenix Coyotes következett, ahol három szezont húzott le. Az lockout alatt visszatért hazájába a Metallurg Novokuznyeck, majd az Avangard Omszk csapatába, akikkel az elődöntőig jutott az  orosz bajnokságban. 2005 nyarán Nazarov újabb, immár a hetedik NHL csapatához, a Minnesota Wildhoz igazolt, ahol csak néhány mérkőzésen számítottak rá. 2006 júliusában bejelentette visszavonulását.
Jelenleg nevelőegyesületénél, a Traktor Cseljabinszknál vezetőedző az Orosz Szuperligában.

## Karrier statisztika
| 1991–1992       | HC Dinamo Moszkva        | CIS             | 2   | 1  | 0  | 1   | 2    | —  | — | — | — | —  |
| 1992–1993       | HC Dinamo Moszkva        | OSzL            | 42  | 8  | 2  | 10  | 79   | 10 | 1 | 1 | 2 | 8  |
| 1993–1994       | HC Dinamo Moszkva        | OSzL            | 6   | 2  | 2  | 4   | 0    | —  | — | — | — | —  |
| 1993–1994       | Kansas City Blades       | IHL             | 71  | 15 | 18 | 33  | 64   | —  | — | — | — | —  |
| 1993–1994       | San Jose Sharks          | NHL             | 1   | 0  | 0  | 0   | 0    | —  | — | — | — | —  |
| 1994–1995       | Kansas City Blades       | IHL             | 43  | 15 | 10 | 25  | 55   | —  | — | — | — | —  |
| 1994–1995       | San Jose Sharks          | NHL             | 26  | 3  | 5  | 8   | 94   | 6  | 0 | 0 | 0 | 9  |
| 1995–1996       | Kansas City Blades       | IHL             | 27  | 4  | 6  | 10  | 118  | 2  | 0 | 0 | 0 | 2  |
| 1995–1996       | San Jose Sharks          | NHL             | 42  | 7  | 7  | 14  | 62   | —  | — | — | — | —  |
| 1996–1997       | Kentucky Thoroughblades  | AHL             | 3   | 1  | 2  | 3   | 4    | —  | — | — | — | —  |
| 1996–1997       | San Jose Sharks          | NHL             | 60  | 12 | 15 | 27  | 222  | —  | — | — | — | —  |
| 1997–1998       | San Jose Sharks          | NHL             | 40  | 1  | 1  | 2   | 112  | —  | — | — | — | —  |
| 1997–1998       | Tampa Bay Lightning      | NHL             | 14  | 1  | 1  | 2   | 58   | —  | — | — | — | —  |
| 1998–1999       | Tampa Bay Lightning      | NHL             | 26  | 2  | 0  | 2   | 43   | —  | — | — | — | —  |
| 1998–1999       | Calgary Flames           | NHL             | 36  | 5  | 9  | 14  | 30   | —  | — | — | — | —  |
| 1999–2000       | Calgary Flames           | NHL             | 76  | 10 | 22 | 32  | 78   | —  | — | — | — | —  |
| 2000–2001       | Mighty Ducks of Anaheim  | NHL             | 16  | 1  | 0  | 1   | 29   | —  | — | — | — | —  |
| 2000–2001       | Boston Bruins            | NHL             | 63  | 1  | 4  | 5   | 200  | —  | — | — | — | —  |
| 2001–2002       | Boston Bruins            | NHL             | 47  | 0  | 2  | 2   | 164  | —  | — | — | — | —  |
| 2001–2002       | Phoenix Coyotes          | NHL             | 30  | 6  | 3  | 9   | 51   | 3  | 0 | 0 | 0 | 2  |
| 2002–2003       | Phoenix Coyotes          | NHL             | 59  | 3  | 0  | 3   | 135  | —  | — | — | — | —  |
| 2003–2004       | Phoenix Coyotes          | NHL             | 33  | 1  | 2  | 3   | 125  | —  | — | — | — | —  |
| 2004–2005       | Metallurg Novokuznyetszk | OSzL            | 9   | 0  | 0  | 0   | 20   | —  | — | — | — | —  |
| 2004–2005       | Avangard Omszk           | RSL             | 24  | 0  | 2  | 2   | 153  | 7  | 0 | 0 | 0 | 6  |
| 2005–2006       | Minnesota Wild           | NHL             | 2   | 0  | 0  | 0   | 6    | —  | — | — | — | —  |
| 2005–2006       | Houston Aeros            | AHL             | 1   | 0  | 0  | 0   | 0    | —  | — | — | — | —  |
| NHL Összesített | NHL Összesített          | NHL Összesített | 571 | 53 | 71 | 124 | 1409 | 9  | 0 | 0 | 0 | 11 |